# Raz-B
De'Mario Monte Thornton (13 de junho de 1985), conhecido como Raz-B, é um cantor norte-americano de hip hop e R&B, ex-integrante do grupo B2K.
Nascido em Cleveland, Ohio, foi um dos membros do grupo B2K, juntamente com Lil' Fizz, J-Boog e Omarion. Em 2001 o grupo lançou seu primeiro álbum "B2K" o grupo fez muito sucesso a partir dali, mas se separaram em 2014, Raz-B seguiu carreira solo depois do fim do grupo.
Em 2007, Raz-B lançou seu primeiro single solo, "Fire" que estreou oficialmente nas paradas da Billboard.